# Straguth
Straguth ist ein Ortsteil der gleichnamigen Ortschaft der Stadt Zerbst/Anhalt im Landkreis Anhalt-Bitterfeld in Sachsen-Anhalt, (Deutschland).

## Geografie
Das Dorf Straguth liegt an der mittleren Nuthe, acht Kilometer nordöstlich von Zerbst, am Rande des südwestlichen Flämings.
Die Ortschaft Straguth bildet sich durch die Ortsteile Badewitz (75 Einwohner), Gollbogen (15 Einwohner) und Straguth (133 Einwohner).

## Geschichte
Am 20. Juli 1950 wurde die bis dahin eigenständige Gemeinde Badewitz nach Straguth eingemeindet.
Am 1. Januar 2010 wurde Straguth mit den zugehörigen Ortsteilen Badewitz und Gollbogen nach Zerbst/Anhalt eingemeindet.

## Politik

### Ortschaftsrat
Als Ortschaft der Stadt Zerbst/Anhalt übernimmt ein so genannter Ortschaftsrat die Wahrnehmung der speziellen Interessen des Ortes innerhalb bzw. gegenüber den Stadtgremien. Er wird aus fünf Mitgliedern gebildet.

### Bürgermeister
Der letzte Bürgermeister der Gemeinde Straguth war Edgar Grund.
Als weiteres ortsgebundenes Organ fungiert der Ortsbürgermeister, dieses Amt wird zurzeit von Nadine Ritschel wahrgenommen.

### Wappen
| | Blasonierung: „Geteilt von Blau und Gold, darin eine Garbe in verwechselten Tinkturen, begleitet von zwei vierspeichigen von Gold und Schwarz geteilten Mühlrädern.“ |
| Wappenbegründung: Die Farben des Ortes sind Gelb (Gold) - Blau. Das Wappen nimmt Bezug auf den Ackerbau als ehemals wichtigsten Wirtschaftszweig des Dorfes und auf die beiden früheren Straguther und Badewitzer Mühlen. Das Wappen wurde vom Heraldiker Jörg Mantzsch aus Magdeburg gestaltet und am 4. April 2005 durch den Landkreis Anhalt-Zerbst genehmigt. | |

### Flagge
Die Flagge ist gelb - blau (1:1) gestreift mit dem aufgelegten Wappen.

## Gedenkstätten
- Denkmal auf dem Dorfanger zur Erinnerung an Gestapohäftlinge eines im Zweiten Weltkrieg im Ort befindlichen Lagers für 400 Häftlinge, von denen 156 an den unmenschlichen Lebensverhältnissen oder durch den Terror der Gestapo ums Leben kamen

## Verkehrsanbindung
Gollbogen liegt an der L 57, die von Zerbst/Anhalt nach Wiesenburg/Mark in Brandenburg führt. Im nahen Zerbst besteht Bahnanschluss nach Magdeburg und Dessau-Roßlau.